# Bruce Curry
Pour les articles homonymes, voir Curry (homonymie).
Bruce Curry est un boxeur américain né le 29 mars 1956 à Marlin, Texas.

## Carrière
Frère de Donald Curry, il passe professionnel en 1976 et devient tour à tour champion d'Amérique du Nord NABF des poids super-légers en 1978, champion des États-Unis en 1982 et champion du monde WBC de la catégorie le 18 mai 1983 après sa victoire aux points face à Leroy Haley. Curry conserve sa ceinture contre Hidekazu Akai puis contre Haley lors du combat revanche avant d'être battu par Billy Costello le 29 janvier 1984. Il met un terme à sa carrière en 1986 sur un bilan de 35 victoires et 8 défaites.